# Phacelia franklinii
Phacelia franklinii är en strävbladig växtart som först beskrevs av Robert Brown, och fick sitt nu gällande namn av Samuel Frederick Gray. Phacelia franklinii ingår i Faceliasläktet som ingår i familjen strävbladiga växter. Inga underarter finns listade i Catalogue of Life.